# Майронкур-Шарет
Майронку́р-Шаре́т (фр. Mailleroncourt-Charette) — коммуна во Франции, находится в регионе Франш-Конте. Департамент — Верхняя Сона. Входит в состав кантона Со. Округ коммуны — Люр.
Код INSEE коммуны — 70322.

## География
Коммуна расположена приблизительно в 320 км к юго-востоку от Парижа, в 60 км севернее Безансона, в 15 км к северо-востоку от Везуля.

## Население
Население коммуны на 2010 год составляло 104 человека.
| 1962 | 1968 | 1975 | 1982 | 1990 | 1999 | 2010 |
| ---- | ---- | ---- | ---- | ---- | ---- | ---- |
| 323  | 309  | 302  | 321  | 272  | 277  | 317  |

## Администрация
| Период | Период | Фамилия     | Партия | Примечания |
| ------ | ------ | ----------- | ------ | ---------- |
| 2001   | 2008   | Бернар Кар  |        |            |
| 2008   | 2014   | Эдит Мишлен |        |            |

## Экономика
В 2010 году среди 206 человек трудоспособного возраста (15—64 лет) 153 были экономически активными, 53 — неактивными (показатель активности — 74,3 %, в 1999 году было 75,1 %). Из 153 активных жителей работали 145 человек (86 мужчин и 59 женщин), безработных было 8 (1 мужчина и 7 женщин). Среди 53 неактивных 13 человек были учениками или студентами, 21 — пенсионерами, 19 были неактивными по другим причинам.